# Anisodes pulverata
Anisodes pulverata là một loài bướm đêm trong họ Geometridae.